# Andrographis longipedunculata
Andrographis longipedunculata är en akantusväxtart som först beskrevs av Sreem., och fick sitt nu gällande namn av L. H. Cramer. Andrographis longipedunculata ingår i släktet Andrographis och familjen akantusväxter. Inga underarter finns listade i Catalogue of Life.